# Luisa Gavasa Moragón
Luisa Gavasa Moragón (Saragossa, 8 d'abril de 1951) és una actriu espanyola.

## Trajectòria
Ha compartit i compaginat els seus estudis de Filologia anglesa en la Universitat de Saragossa i de Periodisme amb la seva gran vocació com a actriu. Es va formar com a actriu en la barcelonina Escola Adrià Gual i en l'Actor's Studio de Nova York.
En la seva trajectòria professional ha col·laborat amb el Teatre Estable de Saragossa o el Nou Teatre d'Aragó, així com en la Companyia Adrià Gual, de Ricard Salvat. Ha actuat en teatres com el María Guerrero, el Teatre de la Comèdia, el Liceu barceloní...
Al cinema va començar en 1977 amb Doña Perfecta, de César Fernández Ardavín, i ha treballat per aPedro Almodóvar (Entre tinieblas, 1983), Miguel Picazo (Extramuros, 1985), Felipe Vega (Mientras haya luz, 1987), Agustí Villaronga (99.9, 1997), Salvador García Ruiz (Mensaka, 1998), Juan Vicente Córdoba (Aunque tú no lo sepas, 2000), Javier Balaguer (Sólo mía, 2001) o Juanra Fernández (Para Elisa, 2013). I també apareix en un llargmetratge, que és la primera pel·lícula de l'aragonesa Paula Ortiz Álvarez (De tu ventana a la mía, 2011).
Va interpretar el personatge de Loreto Castillo en el serial televisiu de TVE Amar en tiempos revueltos.
Luisa Gavasa va ser homenatjada per la seva trajectòria en l'edició del 2009 de la Setmana del Cinema i la Imatge de Fuentes de Ebro (Scife). En 2014, el Ayuntamiento de Zaragoza la nombró hija predilecta de la ciudad.
També ha intervingut de manera episòdica en sèries de televisió com Los protegidos, La que se avecina, Velvet, El Ministerio del Tiempo o El Caso. Crónica de sucesos. ´´Cuéntame como pasó``
En 2017 s'incorpora al repartiment de la minisèrie Perdoname, Señor, a Telecinco, on hi interpreta Doña Matilde. A més, participa de forma episòdica a Las chicas del cable (Netflix) donant vida a Pilar de Senillosa, la mare de Carlota (Ana Fernández).
Té un paper a El árbol de la sangre que va ser estrenada al novembre de 2018.
En 2019 s'incorpora al ventall de la reeixida sèrie La reina del sud, en la qual interpreta Cayetana Aljarafe, àvia de Sofia la filla de Teresa Mendoza.

## Premis i nominacions
Premis Goya
| Any  | Categoria                                    | Pel·lícula | Resultat   |
| ---- | -------------------------------------------- | ---------- | ---------- |
| 2015 | Millor interpretació femenina de repartiment | La novia   | Guanyadora |

Medalles del Cercle d'Escriptors Cinematogràfics
| Any  | Categoria                | Pel·lícula | Resultat   |
| ---- | ------------------------ | ---------- | ---------- |
| 2015 | Millor actriu secundària | La novia   | Guanyadora |

Premis Feroz
| Any  | Categoria                    | Pel·lícula | Resultat   |
| ---- | ---------------------------- | ---------- | ---------- |
| 2015 | Millor actriu de repartiment | La novia   | Guanyadora |

Premis Simón
| Any  | Categoria            | Pel·lícula             | Resultat   |
| ---- | -------------------- | ---------------------- | ---------- |
| 2011 | Millor interpretació | De tu ventana a la mía | Guanyadora |
| 2015 | Millor interpretació | La novia               | Guanyadora |